# 平梁城遺址
平梁城遺址位於四川省巴中市巴州區，文物遺址年代判定為宋。2012年7月16日公佈為第八批四川省文物保護單位。

## 簡介[2]
平梁城遺址位於巴中市巴州區平梁鄉炮臺村，分佈在東西長約2000公尺，南北寬約1800公尺，面積360000平方公尺。平梁城為南宋抗蒙防禦陣地，南宋淳佑十一年（1251）修築，1262年被蒙古軍攻陷。現存西南城牆保存完好，東北城牆部分損毀。有宋代崖墓1座，宋代摩崖造像1處，清代石刻4處，有清兩廣總督張必祿墓遺址。平梁城在抵禦蒙犯蜀地的戰役中起到了前沿陣地抗蒙阻蒙的作用，在軍事上和戰略上佔有重要的地位，為南宋抗擊蒙古軍隊的重要遺址之一，具有較高的歷史價值。1965年，被巴中縣人民政府公佈為縣級文物保護單位。